# Mayúscula lombarda

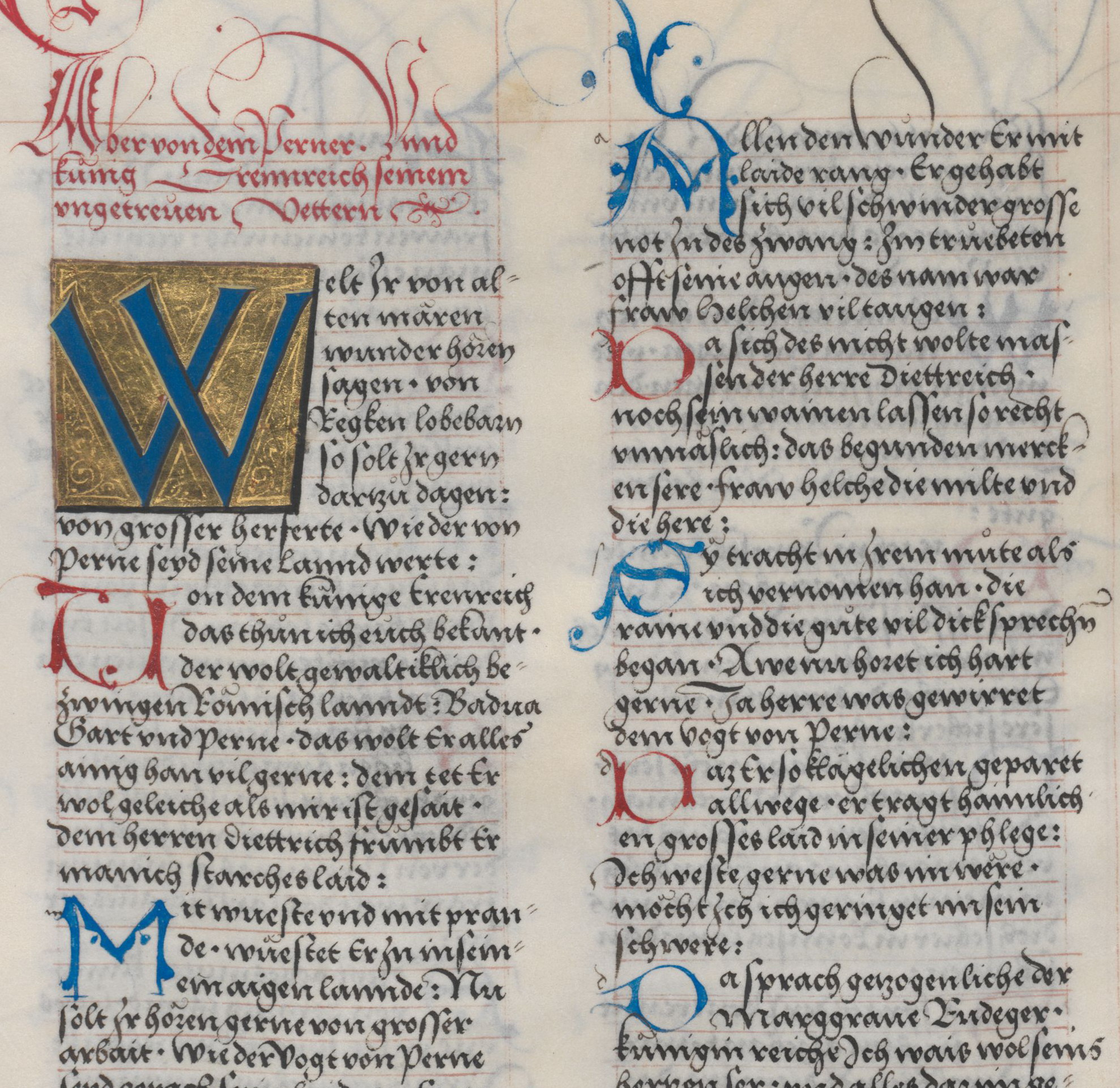
Mayúsculas lombardas manuscritas con colores alternados (Ambraser Heldenbuch, fol. 75v, c. 1516)

Mayúsculas lombardas es el nombre que se le da a un tipo de mayúsculas decorativas que se utilizan en las inscripciones y, por lo general, al comienzo de una sección de texto en ciertos manuscritos medievales. Se caracterizan por sus formas redondeadas con tallos gruesos y curvos. Paul Shaw describe este estilo como "hermanastro" de la escritura uncial.
A diferencia de las mayúsculas góticas, las mayúsculas lombardas también se utilizaron para escribir palabras o frases completas. Fueron utilizados tanto en manuscritos iluminados como en inscripciones monumentales, como el campanario de la Basílica de Santa Cliara en Nápoles. En italiano, el estilo se conoce como "Longobarda" por el nombre antiguo de la región de Lombardía.

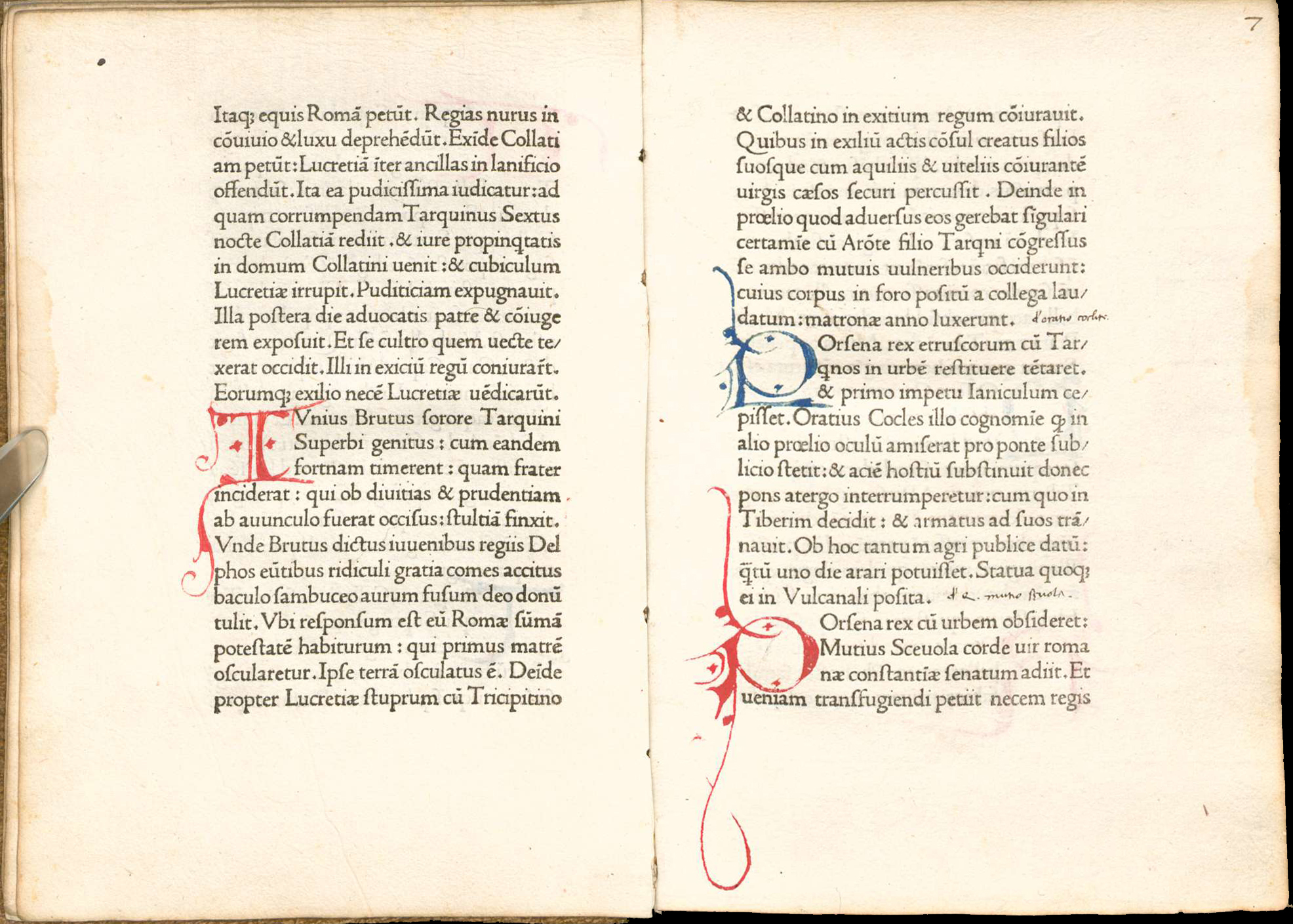
Capitales lombardas en uno de los primeros libros impresos (De viris illustribus de Cicerón, por Nicolas Jenson c.1470)

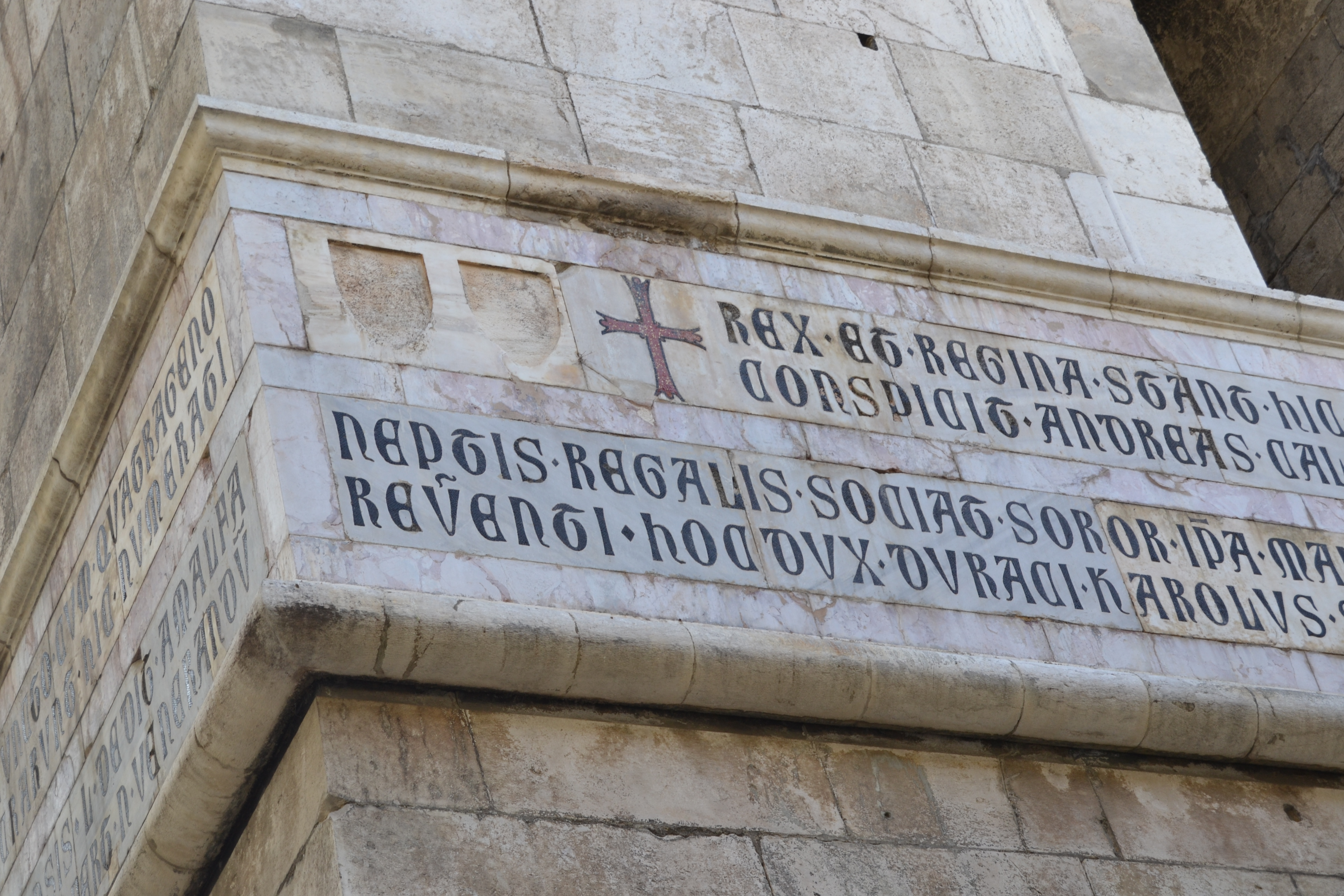
Inscripción en mayúsculas lombardas en el campanario de Santa Clara, Nápoles

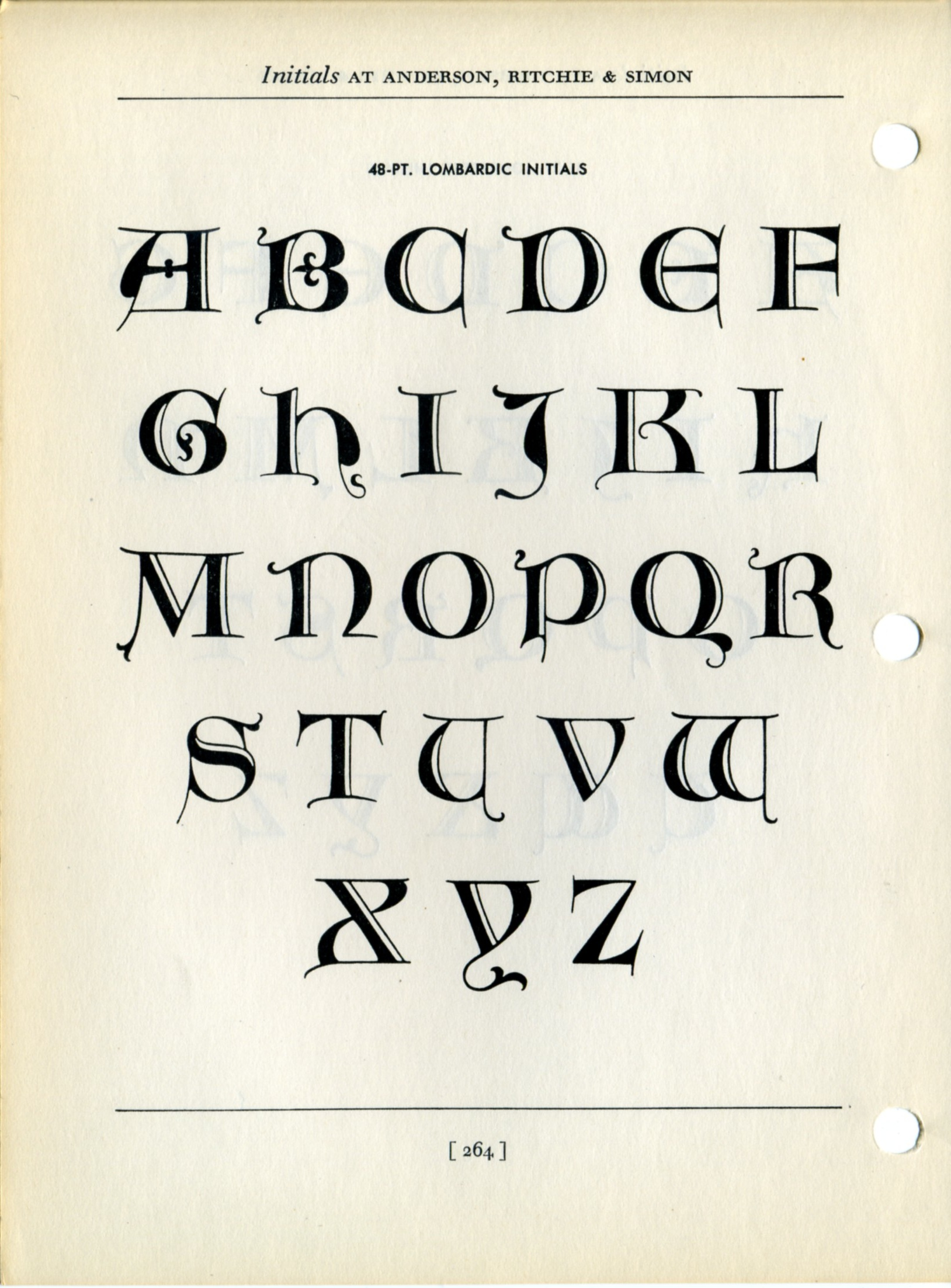
Capitales lombardas de Goudy, tipo metálico

## Historia
El calificativo lombardo proviene del estudio de los incunables. Una forma característica de decoración de texto en manuscritos y en los primeros libros impresos con colores a mano era utilizar mayúsculas lombardas que alternaban entre rojas y azules al comienzo de cada párrafo. A diferencia de las iniciales historiadas o habitadas, las mayúsculas lombardas carecen de decoración adicional.
En la era moderna, varias fuentes de mayúsculas lombardas han sido diseñadas por algunos tipógrafos, como Frederic Goudy, quien las incluyó como mayúscula alternativa para su fuente Goudy Text.

## Véase también

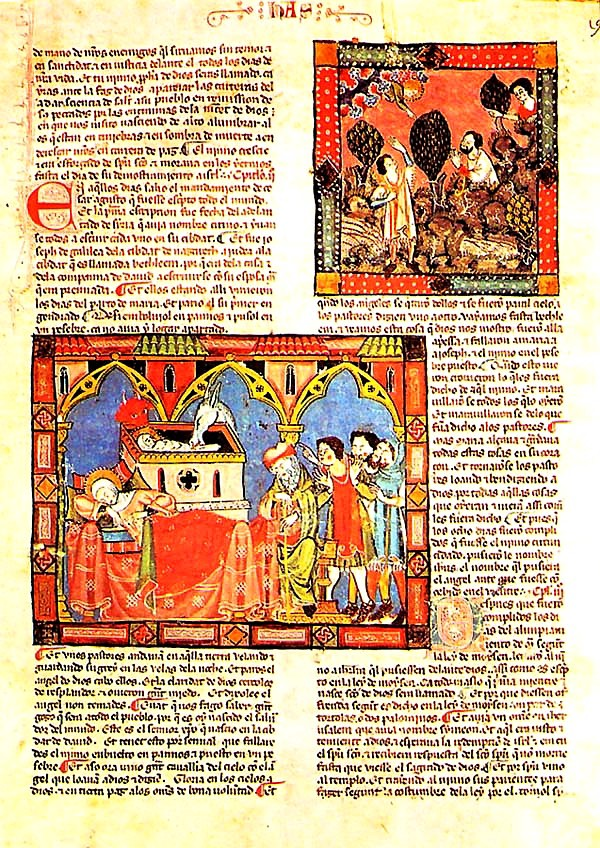
En la Biblia alfonsina, la primera traducción de la Biblia al castellano.